# Sovětská liga ledního hokeje 1964/1965
Sezóna 1964/1965 byla 19. sezonou Sovětské ligy ledního hokeje. Mistrem se stal tým CSKA Moskva.
Týmy Metallurg Novokuzněck a Traktor Čeljabinsk sestoupily. Ze 2. ligy postoupily celky Dynamo Kyjev a Sibir Novosibirsk.

## Konečné pořadí
| #  | Tým                   | Z  | V  | R | P  | Sk.     | B  |
| -- | --------------------- | -- | -- | - | -- | ------- | -- |
| 1  | CSKA Moskva           | 36 | 33 | 2 | 1  | 218-59  | 68 |
| 2  | Spartak Moskva        | 36 | 24 | 5 | 7  | 151-95  | 53 |
| 3  | Chimik Voskresensk    | 36 | 18 | 8 | 10 | 110-85  | 44 |
| 4  | Dynamo Moskva         | 36 | 18 | 7 | 11 | 128-109 | 43 |
| 5  | SKA Leningrad         | 36 | 14 | 5 | 17 | 95-117  | 33 |
| 6  | Křídla Sovětů Moskva  | 36 | 14 | 4 | 18 | 107-119 | 32 |
| 7  | Lokomotiv Moskva      | 36 | 12 | 5 | 19 | 109-124 | 29 |
| 8  | Torpedo Gorkij        | 36 | 10 | 5 | 21 | 92-128  | 25 |
| 9  | Metallurg Novokuzněck | 36 | 8  | 7 | 21 | 102-168 | 23 |
| 10 | Traktor Čeljabinsk    | 36 | 2  | 6 | 28 | 75-183  | 10 |